# Marco Engels
Marco Engels (Liessel, 12 februari 1973) was een Nederlandse wielrenner die gedurende drie seizoenen een profcontract had bij kleinere, Vlaamse ploegen.
Hij behaalde geen professionele overwinningen. Zijn beste prestatie was een 20e plaats in Kuurne-Brussel-Kuurne, in 1997.

## Resultaten in voornaamste wedstrijden
|      | \| Jaar \| Gent-Wevelgem \| \| ---- \| ------------- \| \| 2002 \| opgave \| |
| Jaar | Gent-Wevelgem                                                                |
| 2002 | opgave                                                                       |

Assez · Bijnen · Engels · Goncaras · Gremelpont · Ibbotson · Indekeu · Landrie · Lodge · McCauley · Plas · Richter · Roodhooft · Salermo · Scheirlinckx · Seko · Tonge · Vanstraelen · Balcaen (stagiair) · Simms (stagiair) · Verspaandonk (stagiair)